# Erik Bo Andersen
Erik Bo Andersen (né le 14 novembre 1970 à Dronningborg près de Randers, Danemark) est un footballeur professionnel danois, qui jouait au poste d'attaquant.
Il a joué six matchs en international avec le Danemark et participe à l'euro 1996. 
Il a remporté le championnat danois en 1995, le doublé coupe-championnat écossais, la coupe norvégienne.
En novembre 2005, Andersen est élu pour représenter le Parti Liberal Danois au conseil de la municipalité de Randers.

## Carrière

### AaB
Erik Bo Andersen commence sa carrière dans le club local amateur du Dronningborg Boldklub. Il part ensuite pour le Aalborg Boldspilklub (AaB) en Division I en janvier 1992 et fait ses débuts en championnat en avril 1992. 
Lors de sa première année à l'AaB, Andersen passe une partie du temps dans la réserve pour améliorer sa technique. Il inscrit deux buts en coupe du Danemark contre le BK Frem en mars 1993. Il se révèle vite un bon buteur et obtient même le surnom de Romário Rouge, dû à ses cheveux rouges. Lors du championnat danois 1994–95, Andersen inscrit deux triplés, ainsi que 4 buts lors d'un 5-0 contre AGF Aarhus. Il est meilleur buteur du championnat avec 24 buts et AaB remporte la ligue 1994–95, premier championnat de l'histoire du club. Il joue la première moitié de la saison suivante et inscrit 13 buts en 20 matchs, dont deux triplés. En février 1996, Andersen est acheté pour 1,2 million £ par le Rangers FC du championnat d'Écosse où il a l'occasion de jouer avec son compatriote danois Brian Laudrup.

### Rangers
Aux Rangers, les prouesses techniques d'Andersen lui valent le surnom de Bambi. Il rentre un jour en tant que remplaçant et inscrit un doublé lors d'une victoire 3–1 contre les rivaux du Celtic Glasgow à l'Ibrox Stadium. Il inscrit le but du 2-1 et du 3–1. Il remporte le doublé Scottish Premier League-Scottish Cup en 1996 et 1997, mais n'arrive pas à s'imposer en tant que titulaire, et reste un remplaçant de luxe de l'équipe première. 
Andersen quitte le club juste après que les Rangers ont acheté l'attaquant Marco Negri à l'été 1997. Il a inscrit 15 buts en 23 matchs pour le club. De nombreux clubs sont intéressés par Andersen, mais le prix imposé par les Rangers en découragent beaucoup (300 000 £),.

### Suite de sa carrière
L'Odense Boldklub (OB) finit par le faire signer pour 800 000 £ en octobre 1997. Andersen inscrit 6 buts en 16 matchs, mais n'empêche pas Odense d'être relégué à la fin de la saison. Andersen rechange de club et le club allemand du MSV Duisbourg de Bundesliga l'achète à OB pour 9,6 millions de couronnes danoises en juillet 1998. pour jouer avec son compatriote Stig Tøfting. Andersen souffre d'une blessure à l'entraînement de pré-saison, et est en convalescence pour un mois et demi. À sa guérison, il devient remplaçant, et ne récupère pas sa forme d'antan, avec seulement 2 buts en 25 matchs. Andersen est prêté au club norvégien du Vejle Boldklub de janvier à juin 2000, où il joue avec son ancien entraîneur d'AaB Poul Erik Andreasen. Il inscrit 7 buts en 14 matchs, malgré la relégation de Vejle à la fin de la saison. Andersen ne veut pas retourner à Duisbourg, et part à l'ODD Grenland en Norvège en juillet 2000.
À Grenland, Andersen remplace l'international norvégien Frode Johnsen qui venait juste d'être vendu, et rejoint son ancien coéquipier à AaB, Christian Flindt Bjerg. Il est acheté pour 2,8 millions DDK, un record pour ODD Grenland. Il gagne la coupe de Norvège, mais souffre d'une blessure au genou. Il ne rejoue pas jusqu'en août 2001. Après des complications à son genou, il a besoin d'une demi-année de plus pour se soigner. Grenland n'avait pas le staff médical nécessaire pour s'occuper d'Andersen, et est aidé par son ancien club AaB. Odd Grenland le laisse partir en décembre 2001, et il retourne jouer à AaB en janvier 2002. Il n'est pas titulaire au départ, et souffre d'une autre blessure au genou au printemps 2003, où il décide de mettre un terme à sa carrière.
Andersen a en tout joué 142 matchs et inscrit 66 buts pour AaB dans toute sa carrière.

### Carrière internationale
Andersen est appelé en équipe danoise et fait ses débuts internationaux en avril 1995 contre la Macédoine, où il entre à la place de son coéquipier d'AaB Peter Rasmussen à la mi-temps. Aux Rangers, il est appelé en sélection pour disputer l'Euro 1996, et joue trois minutes lors de la victoire 3–0 contre la Turquie. Il s'agit de son dernier match international. Erik Bo Andersen joue un total de six matchs et n'inscrit aucun but.

### Après football
Après sa retraite, Andersen repart entraîner son club d'enfance, le Dronningborg Boldklub.
Aux élections municipales de 2005, Andersen est candidat pour le Parti Liberal Danois de la municipalité de Randers. Il reçoit 217 votes, et est élu au conseil avec une marge de 13 votes.

## Palmarès
- Championnat du Danemark : 1995
- Championnat d'Écosse : 1996 & 1997
- Coupe d'Écosse : 1996 & 1997
- Coupe de Norvège : 2000